# La Colère d'Achille (film, 1962)
Pour plus de détails, voir Fiche technique et Distribution.
La Colère d’Achille (L’ira di Achille) est un péplum italien de Marino Girolami sorti en 1962.

## Synopsis
Pendant qu’Agamemnon et Achille sont occupés à une expédition, les Troyens attaquent le camp grec et repoussent les Achéens vers la mer ; leur victoire serait complète si Achille ne revenait, accompagné par Patrocle à la tête des mirmidons.
Lors du partage, Agamemnon enlève Briséis à Achille, celui-ci offensé se retire sous sa tente et refuse de continuer à se battre. Patrocle revêt l’armure d’Achille pour combattre, mais Hector le héros troyen le tue.

## Fiche technique
- Titre français : La Colère d’Achille
- Réalisation : Marino Girolami
- Sujet et scénario : Gino de Santis
- D’après L’Iliade d’Homère
- Version française[1] : Record film
- sous la direction de : Gérard Cohen
- Adaptation : Charles Arnold
- Assistance réalisation :Romolo Girolami
- Effets spéciaux : Sergio Scalia
- Costumes : Luciana Marinucci
- Photographie : Mario Fioretti
- Format :Ultrascope, Eastmancolor, 2,35:1
- Maitre d’armes : Remo de Angelis
- Montage : Mirella Casini
- Musique et direction d’orchestre : Carlo Savina
- Producteur : Toto Mignone
- Société de production : Uneurop film
- Distribution en France : Ufa Comacico
- Pays d'origine :  Italie
- Genre : Péplum
- Durée : 113 minutes
- Dates de sortie :
  -  Italie : 22 septembre 1962
  -  France : 12 juin 1963

## Distribution
- Gordon Mitchell (VF : Jean-Claude Michel) : Achille
- Jacques Bergerac  (VF : lui-même) : Hector le grand
- Cristina Gaioni  (VF : Michele Bardollet) : Xelia
- Fosco Giachetti  (VF : Stéphane Audel) : Priam
- Ennio Girolami  (VF : Gabriel Cattand) : Patrocle
- Gloria Milland  (VF : Claude Chantal) : Briséis
- Eleonora Bianchi : Chryséis
- Mario Petri  (VF : Georges Aminel) : Agamemnon
- Roberto Risso  (VF : Michel le Royer) : Pâris
- Tina Gloriani  (VF : Joelle Janin ) : Andromaque
- Piero Lulli  (VF : Jacques Harden) : Ulysse
- Erminio Spalla  (VF : Jacques Eyser) : Nestor
- Nando Tamberlani  (VF : Pierre Asso) : Chrysès
- Gina Mascetti : Cressida
- Gian Paolo Rosmino : Calchas
- Edith Peters Catalano: Esclave nubienne
- Romano Ghini  (VF : Jacques Deschamps) : Sarpédon
- Remo de Angelis : Lutteur
- Narration : Gabriel Cattand